# Thiago Heleno
Thiago Heleno Henrique Ferreira (Sete Lagoas, Minas Gerais, 17 de septiembre de 1988) es un futbolista brasileño. Juega de defensa central y su actual equipo es el Club Athletico Paranaense del Campeonato Brasileño de Serie A.

## Selección nacional
Integró las selecciones brasileñas juveniles que lograron los títulos del Campeonato Sudamericano Sub-17 de 2005 y del Campeonato Sudamericano Sub-20 de 2007.

## Clubes
| Equipo               | Sede   | Año       |
| -------------------- | ------ | --------- |
| Cruzeiro             | Brasil | 2006-2010 |
| Corinthians          | Brasil | 2010      |
| Palmeiras            | Brasil | 2011-2012 |
| Criciúma             | Brasil | 2013      |
| Figueirense          | Brasil | 2014-2015 |
| Athletico Paranaense | Brasil | 2016-Act. |

## Campeonatos

### Campeonatos estatales
| Título                 | Equipo               | Estado         | Año  |
| ---------------------- | -------------------- | -------------- | ---- |
| Campeonato Mineiro     | Cruzeiro             | Minas Gerais   | 2006 |
| Campeonato Mineiro     | Cruzeiro             | Minas Gerais   | 2008 |
| Campeonato Mineiro     | Cruzeiro             | Minas Gerais   | 2009 |
| Campeonato Catarinense | Figueirense          | Santa Catarina | 2014 |
| Campeonato Catarinense | Figueirense          | Santa Catarina | 2015 |
| Campeonato Paranaense  | Athletico Paranaense | Paraná         | 2016 |
| Campeonato Paranaense  | Athletico Paranaense | Paraná         | 2018 |
| Campeonato Paranaense  | Athletico Paranaense | Paraná         | 2019 |
| Campeonato Paranaense  | Athletico Paranaense | Paraná         | 2020 |
| Campeonato Paranaense  | Athletico Paranaense | Paraná         | 2023 |
| Campeonato Paranaense  | Athletico Paranaense | Paraná         | 2024 |

### Campeonatos nacionales
| Título         | Equipo               | País   | Año  |
| -------------- | -------------------- | ------ | ---- |
| Copa de Brasil | Palmeiras            | Brasil | 2012 |
| Copa de Brasil | Athletico Paranaense | Brasil | 2019 |

### Campeonatos internacionales
| Título                         | Equipo                     | Sede       | Año  |
| ------------------------------ | -------------------------- | ---------- | ---- |
| Campeonato Sudamericano Sub-17 | Selección de Brasil Sub-17 | Venezuela  | 2005 |
| Campeonato Sudamericano Sub-20 | Selección de Brasil Sub-20 | Paraguay   | 2007 |
| Copa Sudamericana              | Athletico Paranaense       | Curitiba   | 2018 |
| Copa Sudamericana              | Athletico Paranaense       | Montevideo | 2021 |